# Christel Boom
Christel Margarete Ingeborg Boom (ur. 6 października 1927 w Olsztynie, zm. 20 marca 2004 w Berlinie) – agentka wywiadu NRD.

## Życiorys
Urodziła się w Olsztynie jako nieślubne dziecko robotnicy rolnej Erny Meerrettig (1905-1987), pochodzącej z pomorskiej wsi Kołodzieje (niem. Wachsmuth). Na początku lat 30. jej matka, wyszła za mąż za Holendra Tobiasa Booma (1881-1944), dyrektora technicznego fabryki tytoniu należącej do Loeser & Wolff w Elblągu, u którego początkowo pracowała jako gosposia. Boom przysposobił Christel i dał jej także swoje nazwisko.
Z Prus Wschodnich rodzina Boom przeniosła się do saksońskiego miasteczka Leisnig. Christel Boom rozpoczęła szkolenie jako asystentka medyczno-techniczna, którego nie ukończyła z powodu wojny. Następnie kształciła się do zawodu stenotypistki. W 1950 wyjechała do Berlina Wschodniego, gdzie znalazła zatrudnienie jako sekretarka w siedzibie berlińskiego Komitetu Bojowników o Pokój.
Na początku lat 50. wstąpiła do formowanej służby wywiadowczej NRD (Stasi). W 1951 poślubiła pracującego w wywiadzie fotografa, Güntera Guillaume'a. Oboje zostali w 1956 wysłani do RFN; oficjalnie byli uciekinierami politycznymi, szukającymi schronienia u matki Christel, zamieszkałej we Frankfurcie.  Para doczekała się syna Pierre'a (ur. 1957). Małżonkowie zapisali się do Partii Socjaldemokratycznej (SPD). Boom doszła do funkcji szefowej biura Willego Birkelbacha, wysokiego rangą działacza SPD, członka egzekutywy oraz lidera frakcji socjalistów w Parlamencie Europejskim; miała wgląd do wielu ważnych dokumentów, których kopie przekazywała do NRD.
Afera szpiegowska związana z działalnością Guillaume’a i Boom doprowadziła do upadku socjaldemokratycznego kanclerza Willy’ego Brandta w 1974. W następnym roku małżeństwo zostało skazane na kary więzienia (Boom 8 lat, Guillaume 13); w ramach wymiany szpiegów zostali zwolnieni i przekazani NRD w 1981. W NRD oboje otrzymali wysokie odznaczenia państwowe (m.in. Order Karla Marksa); wkrótce także rozwiedli się.
Rola Boom w aferze szpiegowskiej pozostaje mniej znana od męża, który udzielał wielu wywiadów i wypowiedzi, zwłaszcza po upadku NRD (zmarł w 1995).
Zamieszkała w berlińskiej dzielnicy Wilmersdorf, gdzie zmarła na niewydolność serca 20 marca 2004.